# Паралактичний трикутник
Паралактичний трикутник (навігаційний трикутник, PZX-трикутник) — в астронавігації сферичний трикутник на небесній сфері, вершинами якого є полюс (P), зеніт (Z), і будь-яке обране світило (X). Іншими словами, паралактичний трикутник утворений взаємним перетинанням небесного меридіана, кола рівних висот і кола схилення.
Сторонами трикутника є дуги PZ = 90° — φ, ZR = z і PR = 90° — δ, де φ — широта на якій перебуває спостерігач, z — зенітна відстань світила, а δ — його схилення.
Кути трикутника своєю чергою: при вершині Z = 180 ° — A, де A — це азимут, при вершині P = t, тобто дорівнює годинному куту і третій кут, при світилі R, позначається q і називається паралактичним кутом.
Конфігурація паралактичного трикутника залежить від широти, на якій перебуває спостерігач, і від часу.

## Застосування
Розв'язок паралактичного трикутника дозволяє визначити координати місця спостереження, а також розрахувати моменти часу сходу і заходу світил відносно місця спостереження, азимути світил при сході та заході, визначити місцевий зоряний час.

## Астрономічні трикутники
Окремими випадками паралактичних трикутників є астрономічні трикутники, які використовуються для переходу між різними системами сферичних координат, що застосовуються в астрономії, за допомогою формул сферичної тригонометрії.
- Перший астрономічний трикутник використовується для переведення координат з першої екваторіальної системи в горизонтальну і назад.
- Другий астрономічний трикутник використовується для переведення координат з другої екваторіальної системи в екліптичні й назад.
- Третій астрономічний трикутник використовується для переведення координат з другої екваторіальної системи в галактичну і назад.

|                                    |
| Перший астрономічний трикутник PZR |

|                                    |
| Другий астрономічний трикутник RPM |

|                                    |
| Третій астрономічний трикутник GPR |